# Laniarius brauni
Bubu-de-braun, picanço-laranja-de-angola ou picanço-de-peito-laranja (Laniarius brauni), é uma espécie de ave da família Malaconotidae.
É endémica de Angola.
Os seus habitats naturais são: florestas subtropicais ou tropicais húmidas de baixa altitude.
Está ameaçada por perda de habitat.